# Joseph Epes Brown
Pour les articles homonymes, voir Brown.
Joseph Epes Brown (9 septembre 1920 - 19 septembre 2000) est un universitaire et anthropologue américain spécialiste des religions et traditions amérindiennes.
Il a contribué à faire admettre l'étude des traditions spirituelles amérindiennes dans l'enseignement supérieur aux États-Unis.
Son ouvrage Les Rites secrets des Indiens sioux est  un compte rendu de ses entretiens avec le chef Indien Lakota Black Elk au sujet des rites religieux de son peuple.

## Biographie
Né à Ridgefield (Connecticut) le 9 septembre 1920, Brown a étudié au Haverford College où il a obtenu son diplôme de premier cycle. Il a ensuite étudié à l'Université Stanford et à l'Université de Stockholm, où il a obtenu une maîtrise en anthropologie et un doctorat en histoire des religions.
Le vif intérêt de Brown pour les traditions des Amérindiens l'a amené à vouloir rencontrer Black Elk, qui avait déjà conté l'histoire de son peuple dans l'ouvrage de John G. Neihardt Black Elk Speaks. En 1947, Brown le rencontre et celui-ci lui propose de s'installer chez lui pour lui décrire en détail l'ensemble des sept rites des Sioux Oglala. Brown passera un an auprès du sage à enregistrer son récit. Black Elk souhaitait qu'il soit publié afin que les croyances de son peuple puissent être préservées et mieux comprises par les Amérindiens et le monde entier. Ainsi parut The Sacred Pipe, traduit en français sous le titre Les Rites secrets des Indiens sioux.
Brown a été l'un des fondateurs du programme Native American Studies de l'Université de l'Indiana et membre fondateur du conseil d'administration de la Foundation for Traditional Studies (1984). Il a enseigné à l'Université du Montana, au Département d'études religieuses, de 1972 jusqu'à sa retraite en 1989. Il collabora également avec plusieurs articles sur la spiritualité amérindienne à la revue en:Studies in Comparative Religion.
Joseph Epes Brown est mort à Stevensville, au Montana, le 19 septembre 2000, à l'âge de 80 ans.

## Ouvrages principaux
- Les Rites secrets des Indiens Sioux, Héhaka Sapa (Black Elk) ; textes recueillis et annotés par Joseph Epes Brown ; avec une introduction de Frithjof Schuon ; traduction de Frithjof Schuon et René Allar ; original en anglais : The Sacred Pipe: Black Elk's Account of the Seven Rites of the Oglala Sioux, University of Oklahoma Press, 1989 (originally published in 1953)[5].
- The Gift of the Sacred Pipe, edited and illustrated by Vera Louise Drysdale, University of Oklahoma Press, 1995.
- Animals of the Soul, Sacred Animals of the Oglala Sioux, Element Books Ltd, 1993.
- Teaching Spirits: Understanding Native American Traditions, (with Emily Cousins) Oxford University Press, 2001[6],[7],[8],[9],[10],[11],[12].
- Avec Harry Oldmeadow, L'Héritage spirituel des Indiens d'Amérique, trad. de l'américain par Alix de Montal, The Spiritual Legacy of the American Indian, World Wisdom; 1984; Commemorative edition, 2007[13].